# 게르만 가르멘디아

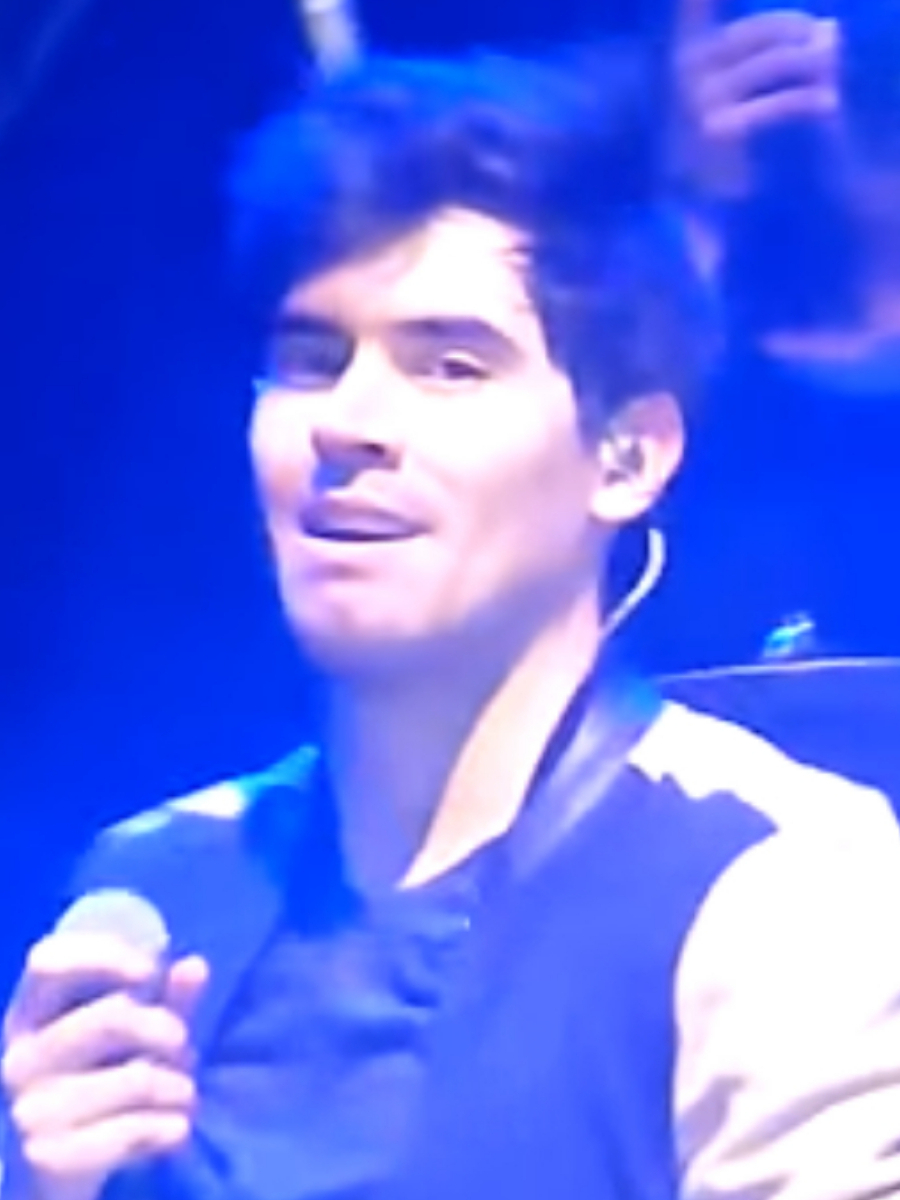
2017년 모습

헤르만 가르멘디아(Germán Garmendia, 본명: Germán Alejandro Garmendia Aranis, 스페인어 발음: [xeɾˈman aleˈxandɾo ɣaɾˈmendja aˈɾanis], 1990년 4월 25일 ~ )는 칠레의 유튜버, 싱어송라이터, 코미디언 및 작가이다. 그는 일상 상황에 대한 유머러스한 동영상을 업로드한 유튜브 채널 HolaSoyGerman으로 유명해졌다. 2013년에 그는 자신의 게임 플레이 채널인 JuegaGerman을 만들었고, 시간이 지나면서 이 채널의 구독자 수는 이전 채널을 능가하게 되었다. 또한 아르헨티나 채널 El Reino Infantil에 이어 스페인어에서 두 번째로 많은 구독자를 보유한 채널이기도 하다. 그는 칠레에서 가장 많은 구독자를 보유한 유튜버이다.
2016년에 그는 두 개의 다이아몬드 플레이트를 받은 최초의 유튜브 사용자가 되었으며 유튜브 경력 외에도 Zudex, Feeling Every Sunset 및 Ancud와 같은 밴드와 함께 음악 경력을 쌓았으며 솔로 활동에서도 여러 곡을 발표했다. 2016년 4월, 그의 첫 번째 책 #츄파엘페로(#ChupaElPerro)를 출간했다. 또 다른 책인 Di Hola는 2018년에 출시되었다. 그는 유튜브 채널에서 칭찬을 받았다. MTV 밀레니얼 어워드에서 그는 2014년과 2015년에 각각 디지털 아이콘과 마스터 게이머 부문을 수상했다. 그는 워싱턴 포스트가 선정한 가장 큰 유튜브 스타 중 한 명으로 선정되었으며, BBC가 선정한 가장 인기 있는 스타 중 한 명이자 타임 (잡지)에서 가장 영향력 있는 스타 중 한 명으로 선정되었다.

## 같이 보기
- 유튜버 목록